# فينولين كلارك
فينولين «الآنسة كلارك» كلارك (ولدت فيلينولين كلارك ؛ 11 يوليو 1967 في جامايكا ) هي عداءة سابقات متخصصة في 100 متر . في عام 2001 ، اكتسبت كلارك لقب رابع أسرع امرأة في كندا. كان أفضل وقت شخصي لـها هو 11.29 ثانية ، وتم تحقيقه في يوليو 2001 في أوتاوا ، أونتاريو .

## وصلات خارجية
- فينولين كلارك على موقع الاتحاد الدولي لألعاب القوى (الإنجليزية)
- فينولين كلارك على موقع الاتحاد الكندي لألعاب القوى (الإنجليزية)
- فينولين كلارك على موقع اتحاد ألعاب الكومنولث (مؤرشف) (الإنجليزية)